# Опасные (острова)
Опа́сные — группа из двух островов в юго-западной части архипелага Северная Земля (Россия). Административно относятся к Таймырскому Долгано-Ненецкому району Красноярского края.

## Расположение
Расположены в юго-западной части архипелага на большом расстоянии от других островов. Ближайшие острова: Большевик (в 42 километрах к востоку), Октябрьской Революции (в 50 километрах к северу), Краснофлотские (в 23 километрах к северо-востоку).

## Описание
Состоят из двух небольших островов — остров Восточный и остров Западный, расположенных на расстоянии 1,4 км друг ото друга. Оба имеют круглую форму диаметром около 200—250 метров. Частично покрыты льдом. Остров Западный — пологий, наивысшая точка острова Восточного — 14 метров. Глубина моря между островами достигает 39 метров. На острове Восточном закреплена точка съёмочной сети.
Острова являются вершинами небольшой подводной гряды, круто возвышающейся над ровной поверхностью шельфа Карского моря. Они почти вплотную окружены более чем стометровыми глубинами, но из-за своих малых размеров плохо различимы с моря. Представляют значительную навигационную опасность.

## Карта
- Лист карты T-47-XIII,XIV,XV острова Краснофлотские (Северная Земля). Масштаб: 1 : 200 000. Состояние местности на 1957 год.